# 布雷 (爱尔兰)
布雷（英語：Bray；舊名Brí Chualann) 位於愛爾蘭的威克洛郡北部海岸, 這裡有繁華的市區和海濱度假勝地，2011年的人口普查，總人口為31,872人使其成為愛爾蘭第四大城（不包括五市）。它位於都柏林以南約20 km（12 mi）的東海岸。

## 圖片集

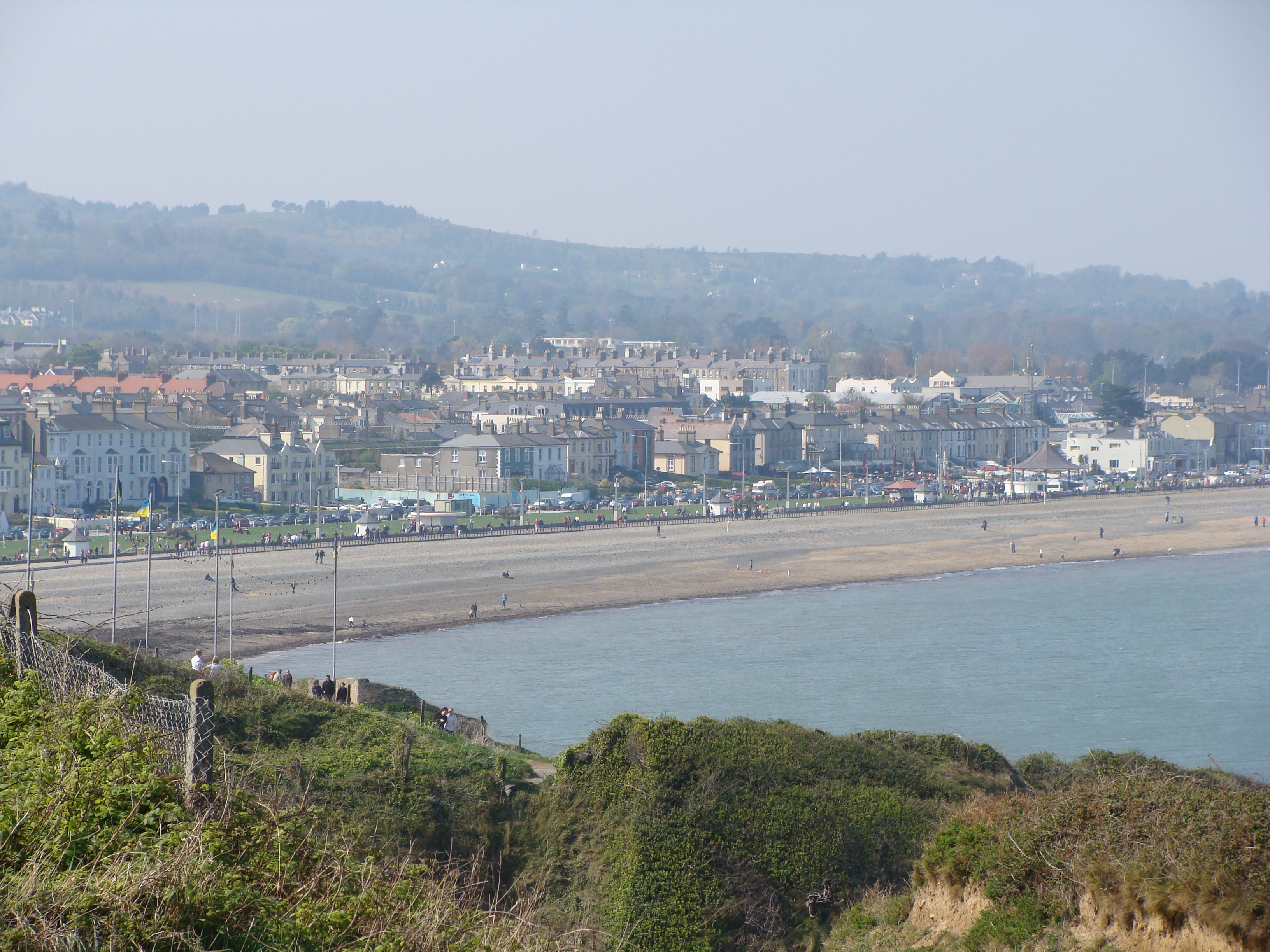
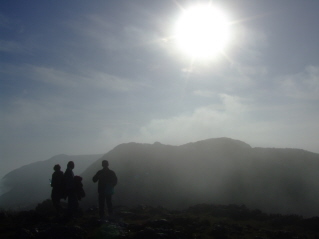
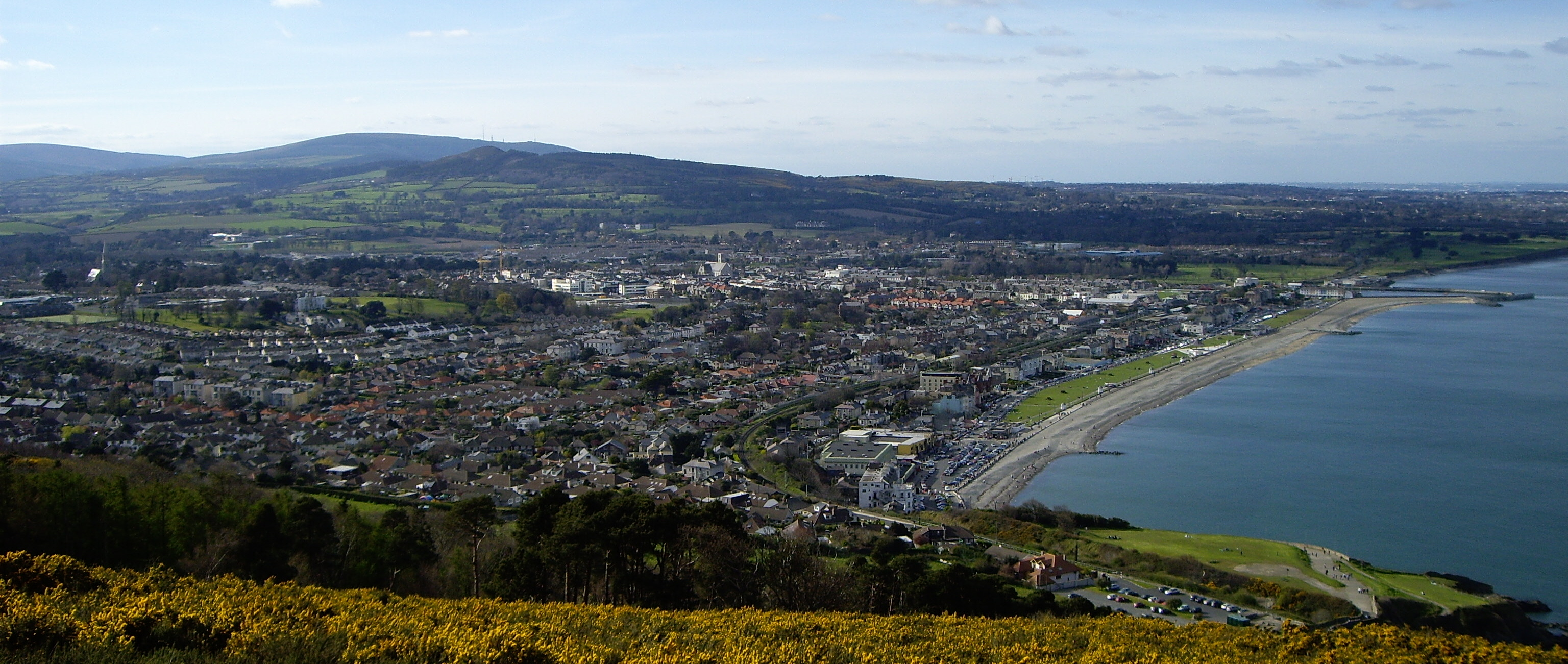
從布雷岬（英语：Bray Head）遙望布雷市區
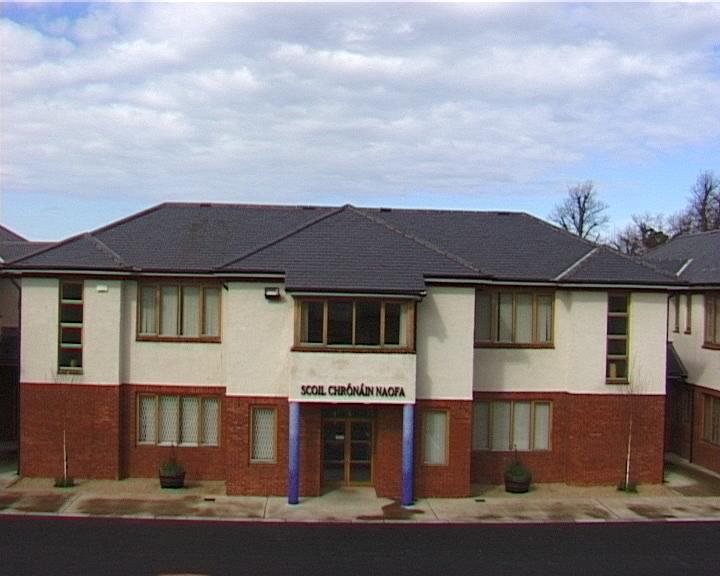
聖康羅那男子中學校（英语：Saint Cronan's Boys' National School）